# 徐公
徐公，秦末的范陽縣令。秦末民變時，因蒯通的游說，投降起義軍武臣。

## 簡介
秦二世年间，陳胜、吳廣等人發動大澤之變，于是群雄并起。陳胜命武臣，北上掃蕩趙地。 连下十城，但以范陽縣令徐公为首的赵地秦吏都没有投降。
后来名士蒯通来游說范陽縣令徐公投降趙王武臣，范陽縣令徐公被其利弊所动，用马车送蒯通去說服趙王武臣接受自己的投降。
蒯通成功地說服武臣接受徐公投降，武臣并答应封徐公为侯和礼待徐公。武臣以車百乘、騎二百、侯印迎接徐公。这事被武臣傳檄千里，燕、趙的秦吏聞知，三十餘城跟风不戰投降。